# Paoua
Paoua é uma cidade localizada no noroeste da República Centro-Africana. É a capital da prefeitura de Lim-Pendé. Sua população era de 17 370 habitantes em 2003, data do último censo oficial do país.